# パイアセッキ・ヘリコプター

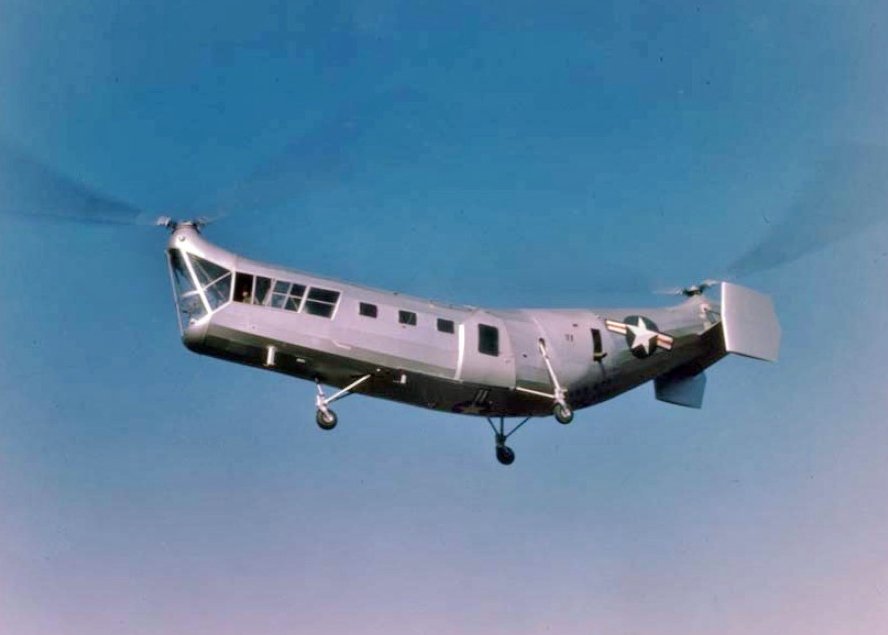
アメリカ沿岸警備隊の HRP-1G

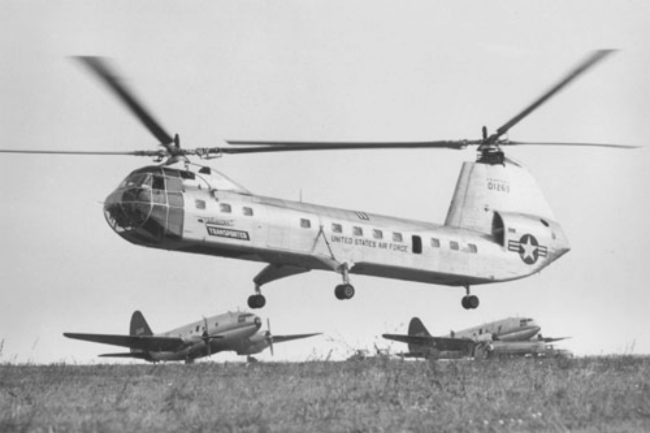
アメリカ空軍の試作機パイアセッキ YH-16 トランスポーター

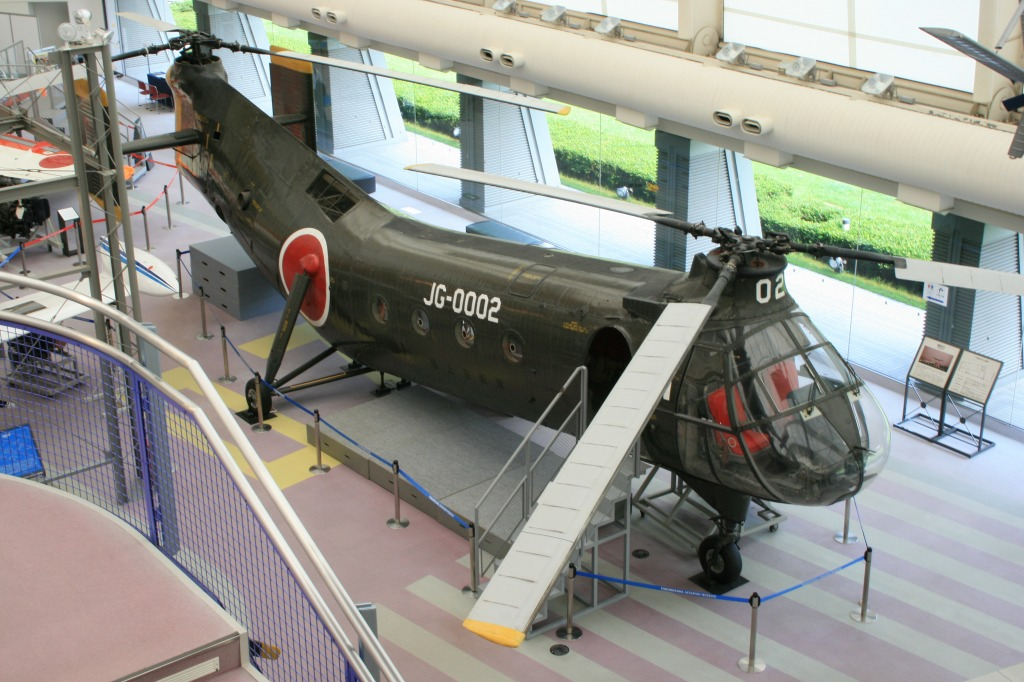
所沢航空発祥記念館にて展示されている"H-21B" V-44型

パイアセッキ・ヘリコプター（Piasecki Helicopter）は、かつて存在した会社でアメリカ合衆国のヘリコプター製造会社。現在はボーイング防衛・宇宙・セキュリティ（BDS)のボーイング・ミリタリー・エアクラフト（BMA)ビジネスユニットの一部となっている。

## 概要
フィラデルフィアを拠点としていて現在もペンシルベニア州のリドリー・タウンシップに工場を構える。
H-21は日本にも輸入された。

## 歴史
1940年にフランク・パイアセッキによって設立された。創業者のフランク・パイアセッキが1956年に新たにパイアセッキ・エアクラフトを設立したのでパイアセッキヘリコプターは1956年にバートルに社名を変更して1960年のボーイングによるバートルの買収によって、バートルはボーイングのヘリコプター部門であるボーイング・バートル (Boeing Vertol)となった。しかしバートルは、後に完全にボーイングに吸収され、1987年にボーイング・ヘリコプターズに改称され、さらに2002年にボーイングIDSに統合され、ボーイング・ロータークラフト・イン・フィラデルフィア、ボーイング・ロータークラフト・システムズと改名された。

## 主な製品
回転翼機
- HRP
- H-16
- H-21
- H-25

## 実験機
- X-49
- VZ-2